# 斯克里瓦什泰亞鄉
44°09′N 24°57′E / 44.150°N 24.950°E
斯克里瓦什泰亞鄉（羅馬尼亞語：Comuna Scrioaștea, Teleorman），是羅馬尼亞的鄉份，位於該國南部，由特列奧爾曼縣負責管轄，處於布加勒斯特以西100公里，每年平均降雨量985毫米，海拔高度97米，2007年人口4,225。